# Richard Beer-Hofmann
Richard Beer-Hofmann, född 11 juli 1866 i Wien, död 26 september 1945 i New York, var en österrikisk romanförfattare, dramatiker och poet.

## Biografi

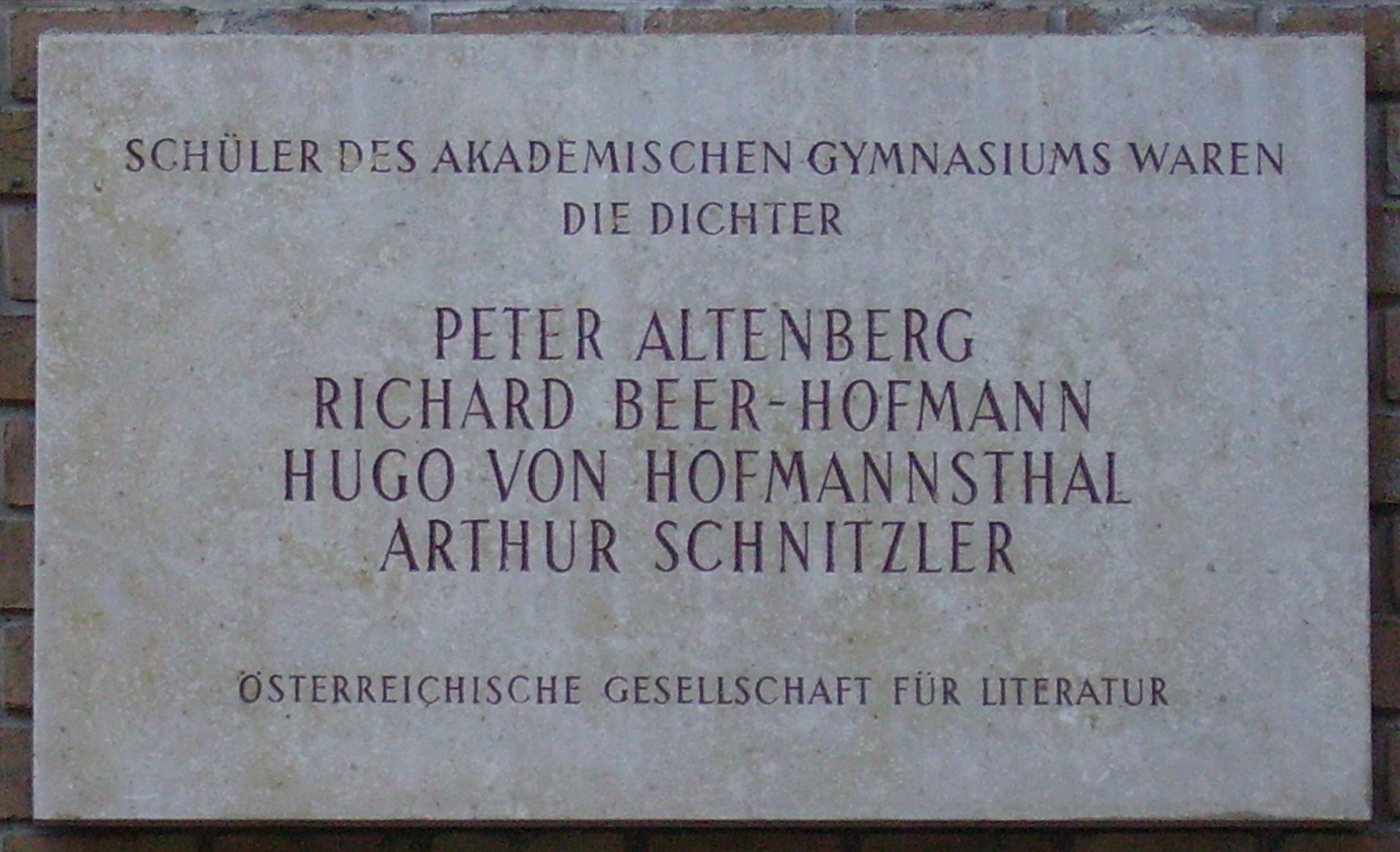
Minnestavla på Akademische Gymnasium i Wien

Efter moderns tidiga bortgång växte Beer-Hofmann upp hos släktingar, först i Brno och sedan i Wien. Han studerade under 1880-talet juridik och promoverades 1890. Samma år lärde han känna författarna Hugo von Hofmannsthal, Hermann Bahr och Arthur Schnitzler, som han sedan under en lång tid hade som vänner. Hans privata förmögenhet tillät att han verkade som skriftställare utan att behöva försörja sig genom sådant arbete. År 1898 gifte han sig med Pauline Anna Lissy. Paret fick tre barn: Mirjam, Naëmah und Gabriel.
År 1893 utkom Novellen, som innehöll novellerna Das Kind och Camelias. Därefter följde dikter, berättelsen Der Tod Georgs (1900) och tragedin Der Graf von Charolais (1904). Från 1906 arbetade Beer-Hofmann på dramasviten Die Historie von König David, som dock aldrig fullbordades. Efter första världskriget tvingade inflationen honom till lönearbete. Under 1920-talet och fram till 1932 var han verksam som regissör, bland annat för Max Reinhardt.
Romanen Der Tod Georgs brändes under bokbålen runt om i Nazityskland 1933.
Richard Beer-Hofmann emigrerade ett år efter Nazitysklands annektering av Österrike till Schweiz (Zürich) och sedan till New York. Där gav han upp arbetet med König David och ägnade sig helt åt en bok till minnet av hustrun Paula, som hade dött den 30 oktober 1939. År 1945 blev han amerikansk medborgare. Han dog samma år.